# This is the Day
«This is the Day» —en españolː Este es el día— es una canción de la banda de rock grupo irlandés The Cranberries, publicado el 24 de junio de 2002 por la compañía discográfica MCA Records como el tercer y último sencillo encargado de promocionar Wake up and Smell the Coffee, el quinto álbum de estudio de la agrupación.
El tema solo logró entrar en la lista de sencillos de Italia, en donde alcanzó el puesto número 43.

## Historia y publicación
«This is the Day», que fue escrita en su totalidad por Dolores O'Riordan, fue grabada entre los años 2000 y 2001 en los estudios Windmill Lane en Dublín, Irlanda, en las sesiones de Wake up and Smell the Coffee, siendo producida por Stephen Street junto con el resto del álbum.
La canción al igual que el resto de los sencillos del álbum no tuvo éxito, solamente pudiendo ingresar en las listas musicales de Italia, en donde llegó al puesto 43, veinte posiciones menos que «Time is Ticking Out», el sencillo predecesor. 
MCA Records publicó la canción en el formato físico de sencillo en CD, el cual contenía como lado B la pista «Such a Waste» (escrita por O'Riordan y Noel Hogan), además de una versión en directo de «Animal Instinct» grabada en Vicar Street. La fotografía de la portada del sencillo fue tomada por Rupert Truman, en ella se muestra a un niño de espaldas tomando de la mano a una sombra que se encuentra en el suelo.

## Vídeo musical
El vídeo musical de «This is the Day» fue grabado en junio de 2002, siendo dirigido por Olivier Dahan. Fue el cuarto clip de la banda bajo la dirección de Dahan; antes lo habían sido «Salvation», «Animal Instinct» y «You & Me».
En el vídeo se puede ver a O'Riordan encadenada a un auto que viaja a gran velocidad por el universo, al tiempo que la banda toca la canción en un extraño objeto espacial. La filmación apareció inicialmente en formato físico en el maxisencillo europeo, y a los pocos meses fue incluido en el álbum en vídeo Stars: The Best of Videos 1992 - 2002.

## Lista de canciones
| Maxisencillo en CD en Europa 1. «This is the Day» - 4:14 2. «Such a Waste» - 2:29 3. «Animal Instinct» (Live Track From Live At Vicar Street Recording) - 3:28 Contenido multimedia 1. «This is the Day» (video) - 3:02 2. «This is the Day» (video) - 4:13 | Sencillo en CD europeo de dos pistas 1. «This is the Day» - 4:14 2. «Such a Waste» - 2:29 Sencillo en CD promocional de una pista en Estados Unidos y Europa 1. «This is the Day» (álbum version) - 4:14 |

## Posicionamiento en las listas
| País   | Lista (2002) | Posición |
| ------ | ------------ | -------- |
| Italia | FIMI         | 43       |